# Маттанович, Эрвин фон
Эрвин Эдлер фон Маттанович (19 февраля 1861, Тельч — 17 августа 1942, Вена) — австро-венгерский военный деятель, генерал пехоты (1918) Австро-Венгрии и генерал армии Чехословакии (1927).

## Биография
Эрвин Эдлер фон Маттанович родился 19 февраля 1861 года в дворянской богемской семье. Учился в Терезианской военной академии и Высшей военной школе. Окончил обучение в 1880 году в звании лейтенанта.
Капитан с 1891 года. До 1893 года на штабных должностях. В 1896 году был начальником 9-й пехотной дивизии в Праге. С 1900 года в штабе 28-й пехотной дивизии. В 1911 году Э. фон Маттановичу присвоили звание генерал-майора.
В 1911-13 годах руководил 3-й горнострелковой бригадой в качестве генерал-майора. В 1913 году был командиром 3-го «Железного» корпуса.
К началу Первой мировой войны Маттанович уже имел звание фельдмаршала-лейтенанта. С 14 по 16 августа 1914 года занимал должность коменданта Граца, а с 16 августа по 18 ноября 1914 был комендантом Сараева при генерал-губернаторе Оскаре Потиореке.
В 1914 году Маттанович был отправлен на Итальянский фронт, где стал временным начальником штаба 10-й армии, которой командовал Франц Рор фон Дента. В том же 1914 и до 1916 году был командующим военным штабом 10-й армии в Граце и принимал командование обороной Каринтии и Штирии от итальянских войск, которые могли пройти через Карнийские Альпы. Находясь в Граце Э. фон Маттанович основал фонд «Фонд вдов и сирот Военно-командного района Граца, учрежденный фельдмаршал-лейтенантом Эрвином Эдлером фон Маттановичем», который выплачивал деньги вдовам потерявшим мужей на полях Первой мировой войны. Фонд находился в Бад-Айнед
10-я армия, почти полностью сформированная из Ландштурма, удерживала связь между Тиролем и 5-й армией на участке реки Изонцо. Противником 10-й армии выступала «Карнийская группа» (итал. Zona Carnia) итальянцев под командованием генерал-лейтенанта Клементе Лекио, численностью около 8 бригад. Фронт был непригоден для крупных операций из-за гористой местности и был второстепенным участком фронта, поэтому там велась позиционная война.
В 1917 году Э. фон Маттанович со своей частью передислоцировался из Граца на Изонцо-фронт. Осенью 1917 года участвовал в битве при Капоретто в составе 10-й армии Александра фон Кробатина. 10-я армия столкнулась с дезорганизованной после артобстрела «Карнийской группой», которую разбила. В результате битвы австро-германские войска прошли вперед на 70-110 км. 10-я армия встретилась с 1-м корпусом Альфреда Краусса у Монте-Граппа. После битвы при Капоретто по фронту пошло австрийское наступление после периода позиционной войны.
Весной 1918 Эрвин фон Маттанович получил звание генерала пехоты. Летом 1918 года Маттанович сначала участвовал в битве на реке Пьяве, в которой прикрывал левый фланг итальянского фронта, а затем участвовал во второй битве при Монте-Граппе. Вторая битва при Монте-Граппа была дополнением к австрийскому летнему наступлению 1918 года, которое было последней наступательной операцией австро-венгерской армии в Первой мировой войне. Во время второй битвы при Монте-Граппе Маттанович взломал оборону итальянцев и вышел к Венеции. Однако пройти дальше Маттановичу не удалось, так как его сил не хватало для победы над итало-франко-американскими частями. В конце октября к Маттановичу подошли последние резервы, но измученная австро-венгерская армия не могла продолжать наступление на Венецию. 28 октября 1918 года австрийцы отступили. В самом конце войны Э. фон Маттанович вновь был отправлен в Сараево в качестве коменданта для подавления национальных движений за независимость Боснии.

### После войны
После распада Австро-Венгрии Эрвин Эдлер фон Маттанович ушёл в отставку. С 1919 года проживал в новообразованной Чехословакии. В Чехословакии Э. фон Маттановичу убрали приставку фон из фамилии. Маттанович стал одним из первых чехословацких генералов армии в отставке и получал от правительства пенсию. После аннексии Судетской области в 1938 Эрвин фон Маттанович переехал в Австрию и вступил в Вермахт. С 1939 в штабе 45-й пехотной дивизии в Линце. Всю оставшуюся жизнь генерал прожил в Австрии и умер в Вене в 1942 году.

## Семья
Отец — Франц фон Маттанович (род. 1821),
Мать — Мари фон Вейдлих
Брат — Оскар фон Маттанович

## Звания

### Австро-Венгрия
- Лейтенант[10] (1880)
- Капитан[10] (1891)
- Полковник[10] (1906)
- Генерал-майор[10] (1911)
- Фельдмаршал-лейтенант[4][11] (1914)
- Генерал-пехоты[10] (10 мая 1918)

### Чехословакия
- Генерал пехоты[9] (июнь 1919)
- Генерал III класса[9] (1 октября 1919)
- Генерал армии[9] (16 декабря 1927)